# Missal
Missal is een gemeente in de Braziliaanse deelstaat Paraná. De gemeente telt 10.760 inwoners (schatting 2009).

## Aangrenzende gemeenten
De gemeente grenst aan Diamante d'Oeste, Itaipulândia, Medianeira, Ramilândia en Santa Helena.